# Abraxas pantaria
Abraxas pantaria is een vlinder uit de familie van de spanners (Geometridae). De wetenschappelijke naam is gepubliceerd in 1767 door Linnaeus.
De soort komt voor in Spanje, Portugal, Groot-Brittannië, Ierland, Kroatië, Armenië, Georgië, Rusland, en Turkije.